# Trappe (Wappentier)
Die Trappe als Wappentier ist in der Heraldik eine gemeine Figur und stellt stilisiert den Vogel Trappe, besonders die Großtrappe, im Schild dar.
Besondere Merkmale bei der Darstellung zur eindeutigen Erkennung sind nicht bekannt. Hilfreich ist dann eine gute Wappenbeschreibung. Alle heraldische Tinkturen sind möglich, selbst die natürliche Färbung kann vorkommen. Auch gekrönt ist der Vogel im Wappen bekannt.
Der Vogel macht auch redende Wappen möglich. Beispiel ist die Gemeinde Trappstadt. Auch bieten sich Familiennamen Trappe, Trappen zum „Reden“ an. Die Wahl auf das Wappentier Trappe fällt oft mit dem Verbreitungsgebiet des Tieres zusammen. Eine Symbolik ist nicht bekannt.

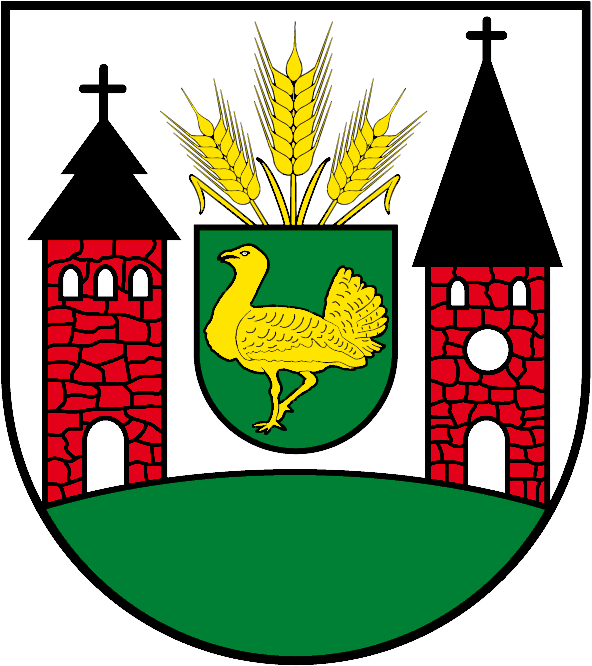
Lübs (Gommern)
Mehrow
Trappstadt
Besenthal
Groß Machnow
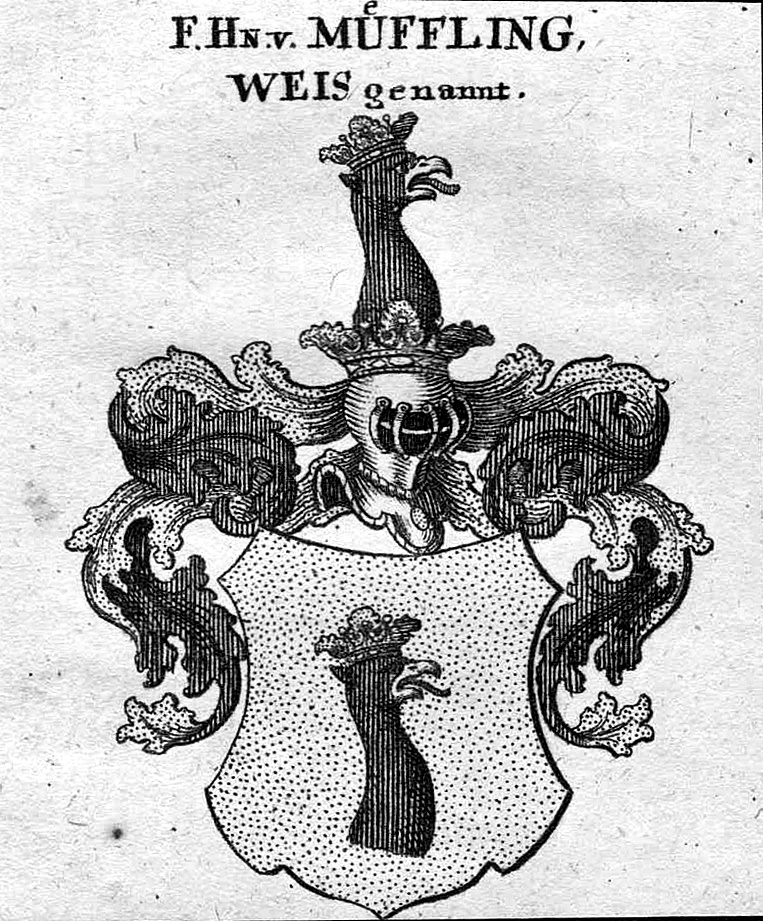
Familienwappen Müffling